# Samira Saraya
Samira Saraya (Haifa, Israel, 15 de diciembre de 1975) es una actriz de cine, televisión y teatro, cineasta, poeta, rapera y artista del spoken word, árabe israelí de origen palestino.

## Trayectoria

### Principios
Saraya nació en Haifa, Israel, y es hija de Nimr y Subahiya Saraya. Es la undécima de sus 13 hijos. A los 19 años, se mudó a Jerusalén para estudiar enfermería en la Universidad Hebrea de Jerusalén. Comenzó su carrera como enfermera en las áreas de oncología y hematología del Centro Médico Sourasky en Tel Aviv. Después de trabajar en varios puestos diferentes del hospital, incluidos puestos de capacitación, comenzó a enseñar en la facultad de enfermería de Sheinbein y dirigió una clínica privada de inmunoterapia.

### Cine y televisión
Saraya mostró talento y pasión por la actuación desde muy joven, cuando "presentaba espectáculos" para su familia. Fue en 1997, cuando con poco más de veinte años, tuvo su primer contacto real con la actuación en un taller de teatro en un centro comunitario de Lod. Al año siguiente, Saraya se mudó a Tel Aviv y se especializó en la escena marginal, a través de la cual comenzó a actuar en varios estilos, incluido el drag. Fue en este contexto donde descubrió su habilidad para rapear e incorporó el género en sus actuaciones. Durante este período, su carrera como actriz todavía no era profesional y lo compaginaba con su profesión de enfermera.
En 2008, Saraya hizo su primera aparición cinematográfica en el cortometraje "Gevald". Pero su verdadero éxito llegó en 2011, cuando consiguió uno de los papeles protagonistas en la serie de televisión "Salario Mínimo" interpretando a Amal, una de las tres mujeres de la limpieza hartas de su trabajo. El programa fue un éxito y ganó los premios de la Academia Israelí de Cine y Televisión por Mejor Drama y Mejor Dirección en 2012, éxito que continuó en la segunda temporada, que se emitió en 2014.
Saraya protagonizó la película Self Made de Shira Geffen en 2014 como Nadine, junto a Sarah Adler. La película describe a una mujer judía israelí y una mujer palestina de los territorios ocupados, que gradualmente cambian de lugar. Saraya viajó con la película a festivales de cine internacionales, incluido el Festival Internacional de Cine de Cannes y el Festival de Cine de Mujeres de la India. En 2017, Saraya interpretó el papel de Rauda en la película Longing de Shaby Gabizon.
Su interpretación en la película de 2017 de Dana Goldberg y Efrat Mishori, Death of a Poetess, le valió a Saraya el Premio a la Mejor Actriz en el Festival de Cine de Jerusalén. La película refleja en dos líneas de tiempo simultáneas, la vida de Yasmine (Saraya), una enfermera de Jaffa, y el último día de la vida de Lena Sadeh (Evgenia Dodina), una investigadora del cerebro de renombre mundial, cuyos caminos se cruzan trágicamente. Saraya improvisó las escenas en las que su personaje estaba en un interrogatorio policial y esa actuación le valió grandes elogios de la crítica.
Saraya también ha tenido papeles como invitada en series como "Fauda" y "Sirens", múltiples películas estudiantiles, y en 2018, apareció en una película experimental germano-israelí, titulada The Valley of the Cross. Grabada en Alemania, esta película es la historia de un romance lésbico entre dos mujeres en la Palestina de la década de 1920. También en 2018, Saraya obtuvo el papel secundario de Hudna en la serie de televisión She Has It, de la que se realizó una segunda temporada. En Out, un cortometraje de Alon Sahar que se estrenó en la edición de 2018 del Festival de Cine de Locarno, Saraya interpretó a Rouda, una madre palestina cuya casa es invadida por soldados de las FDI. Más tarde, la película generó polémica y controversia en su estreno en el Festival de Cine de Haifa por la amenaza de la ministra de cultura, Miri Regev, de vetar sus fondos. Finalmente se proyectó y ganó el primer puesto.
En 2015, a Saraya le ofrecieron el papel principal en el largometraje "Samira", sobre una mujer palestina de poco más de cuarenta años que es reclutada para llevar a cabo un atentado suicida en Israel pero cambia de opinión en el último momento. Saraya rechazó el papel y se negó a cooperar de ninguna manera en la realización de la película porque sentía que era antiárabe e islamófoba. Más tarde, Saraya publicó un artículo de opinión en la revista en línea "Ha-Makom" sobre sus objeciones a esta película.
En junio de 2015, Saraya ganó el premio al mejor guion en el festival de cine LGBT de Tel Aviv, TLVFest.
En 2016, se matriculó en la escuela de cine de la Universidad de Tel Aviv, con la intención de escribir y dirigir su primer largometraje.
Su debut como directora fue con el cortometraje Polygraph. El estreno de la película fue en la edición 2020 del festival de cine LGBT TLVFest. Anteriormente había ganado el concurso de guiones cortos para Polygraph en el festival de 2017 y recibió una subvención de la Fundación Gesher para producir y filmar la película. Polygraph está protagonizada por Saraya y Hadas Yaron en los papeles principales.

### Teatro
Saraya es el primer drag king palestino y actuó con el nombre artístico de "Samimo". Comenzó a presentarse en fiestas y eventos de la comunidad queer radical en el 2003. Su primer papel importante en el escenario fue en la obra "The Silwan Peacock" (2012), en la que interpreta a una joven árabe que se ve obligada a navegar entre los intereses contrapuestos del Estado, los colonos ilegales y la población árabe local en un lugar que se convierte en una excavación arqueológica. Recibió una mención especial del jurado en el Festival de Acre. La obra fue ganadora del premio Erizo de Oro y favorita de la crítica.
Saraya apareció en otras producciones teatrales en el festival de Acre, incluida "Hutzbama" de Ran Bechor, que ganó el premio a la Mejor Obra. En 2016 interpretó un papel principal en la producción de vanguardia "Schreber", que también ganó el premio a Mejor Obra y se proyectó en todo el país.
Como artista de rap Saraya actúa tanto en solitario como en compañía de otros artistas como por ejemploTamer Nafar y System Ali.

### Activismo
El activismo político y social de Saraya comenzó con el grupo queer-anarquista Black Laundry, y fue una de las fundadoras de Aswat, el grupo de mujeres palestinas queer, en el que trabajó para cambiar la percepción de la comunidad LGBT en la sociedad palestina. También formó parte de la escena política queer de Tel Aviv a principios de la década de 2000, y fue una de las organizadoras del colectivo Queerhana, que celebraba fiestas sin ánimo de lucro para la comunidad, con el fin de ofrecer a las personas LGBT marginadas una alternativa a las líneas comerciales y apolíticas. Las fiestas y el activismo Queerhana quedaron documentadas en la película Nation Monsters and Super Queers, en la que también participó Saraya.
En diciembre de 2018, Saraya apareció en la portada de la revista GenderTuck en una entrevista en la que aborda el tema de la edición, la familia y analiza los conceptos y el significado de familia biológica y familia elegida.
El 7 de mayo de 2019, Saraya coorganizó la ceremonia conjunta israelí-palestina del Día de los Caídos, que es conducida por Combatientes por la Paz. Miles de personas participaron en la ceremonia, entre ellas varios centenares de palestinos de Cisjordania a los que sólo se les permitió entrar en Israel por decisión del Tribunal Supremo; el acto también fue objeto de protestas por parte de varios centenares de activistas de derechas, que gritaron amenazas y desprecios a los participantes.

## Filmografía
| Año       | Título                                | Role           | Comentarios                       |
| --------- | ------------------------------------- | -------------- | --------------------------------- |
| 2020      | Polígrafo                             | Yasmine        | Cortometraje                      |
| 2019      | Zot Vezoti                            | Darel          | Serie de televisión, 1 episodio   |
| 2018      | Afuera                                | Rauda          | Cortometraje                      |
| 2018      | Ella lo tiene                         | Hudna          | Series de televisión              |
| 2018      | Fauda                                 |                | Serie de televisión, episodio 2.6 |
| 2018      | El Valle de la Cruz                   |                | película experimental             |
| 2017      | Muerte de una poetisa                 | Yasmine        | Largometraje                      |
| 2017      | Anhelo                                | Rauda          | Largometraje                      |
| 2016      | Monstruos de la nación y Super Queers | Sí misma       | Documental                        |
| 2014      | Salir adelante por sí mismo           | Nadine Nasrala | Largometraje                      |
| 2012-2014 | Salario mínimo                        | Amal           | Series de televisión              |
| 2009      | ciudad de las fronteras               | Sí misma       | Documental                        |
| 2009      | Gevaldo                               | Samira         | Cortometraje                      |

## Teatro
| Año  | Título                 | Role         | Comentarios                                                                                       |
| ---- | ---------------------- | ------------ | ------------------------------------------------------------------------------------------------- |
| 2016 | Schreber               | La enfermera | Premio a la mejor obra, Festival de Acre Golden Hedgehog (Mejor actriz de reparto)                |
| 2014 | salim, salim           |              | Premio a la mejor obra, Festival de Acre                                                          |
| 2013 | Hutzbama               |              | Obra más atrevida, Mejor escenario, Festival de Acre                                              |
| 2012 | El pavo real de Silwan | Amal         | Mención especial por actuación, Festival de Acre <br /> Golden Hedgehog (Mejor actriz de reparto) |

## Premios
- 2020 – Mención de honor, Concurso de cortometrajes israelí TLVFest, Polígrafo[19]
- 2019 - Premio a la Mejor Película Estudiantil en el Festival Internacional de Cine de Haifa; preseleccionado para el premio de la Academia de Cine de Israel al Mejor Cortometraje, Out.[20]
- 2017 – Concurso de Guiones Cortos TLVFest, en asociación con Fundación Gesher, Polygraph[21]
- 2017 - Premio Golden Hedgehog a la mejor actriz de reparto, Schreber
- 2017 - Premio a la mejor actriz, Festival de Cine de Jerusalén, Muerte de una poetisa
- 2015 - Premio Golden Hedgehog a la mejor actriz de reparto, Silwan Peacock[22]
- 2015 - Nominaciones para dos premios de medios en TLVFest por promover la visibilidad LGBT
- 2012 - Mención especial por actuación única, festival de Acre, Silwan Peacock[22]